# Mesophlebion crassifolium
Mesophlebion crassifolium là một loài thực vật có mạch trong họ Thelypteridaceae. Loài này được (Blume) Holttum mô tả khoa học đầu tiên năm 1971.